# 奥尔斯巴赫
奥尔斯巴赫是德国巴登-符腾堡州的一个市镇。总面积11.14平方公里，总人口3239人，其中男性1621人，女性1618人（2011年12月31日），人口密度291人/平方公里。